# 希科里里奇鎮區 (阿肯色州菲利普斯縣)
希科里里奇鎮區（英語：Hickory Ridge Township）是位於美國阿肯色州菲利普斯縣的一個行政鎮區。

## 地方資料
希科里里奇鎮區的面積為80.55平方千米，當中陸地面積為80.46平方千米，而水域面積為0.09平方千米。根據2010年美國人口普查的數據，當地共有人口1550人，而人口密度為每平方千米19.24人。